# Glaurocara punctigera
Glaurocara punctigera är en tvåvingeart som först beskrevs av Malloch 1933.  Glaurocara punctigera ingår i släktet Glaurocara och familjen parasitflugor. Inga underarter finns listade i Catalogue of Life.